# I See a Star
"I See a Star" foi a canção que representou os Países Baixos no Festival Eurovisão da Canção 1974, interpretada em inglês pela banda Mouth & MacNeal (formada por Mouth (nome verdadeiro:Willem Duyn e Maggie MacNeal (nome verdadeiro: Sjoukje Smit-van 't Spijker). A canção tinha letra de Gerrit den Braber, música de Hans van Hemert e orquestrada por Harry van Hoof.
A letra dá-nos a ideia de um dueto de amor, com os cantores cantando que o amor deles os tem ajudado a ver o mundo de outra maneira. A estrela do título é parece ser encontrada nos olhos de amor deles. Todavia, a linha  '"a beleza que nós estamos inalando todos os dias" revela outro sentido da canção: problemas ambientais, a poluição, os fumos que impedem que possamos ver as estrelas.as estrelas. Musicalmente, a canção é uma simples melodia que é embelezada com diferentes instrumentos musicais: um realejo com uma coleção de marionetas. Mouth, na sua interpretação chega a tocar o realejo, como vem referido na letra da canção em neerlandês ("Dan speel ik er een stukkie orgel bij" - "Então irei tocar um bocado de realejo".
Esta canção foi gravada também em neerlandês: "Ik zie een ster"; em francês " L'amour au pas" e alemão "Ein goldner stern". Os membros da banda apresentaram-se vestidos de cores vivas e brilhantes, o que faz com que seja uma favoritas, por parte de alguns dos entusiastas do Festival Eurovisão da Canção.
A canção foi a 12.ª a ser interpretada na noite do evento, depois da canção belga "Fleur de liberté", interpretada por Jacques Hustin e antes da canção irlandesa "Cross Your Heart", interpretada por Tina Reynolds. Terminou em terceiro lugar, recebendo um total de 15 pontos.